# Andrew Bird
Andrew Wegman Bird, född 11 juli 1973, är en amerikansk musiker och singer-songwriter. Han föddes i Lake Forest, Illinois, nära Chicago där han fortfarande bor, när han inte vistas på sin gård utanför staden Elizabeth i norra Illinois. 

## Diskografi
- Music of Hair (1996)
- Thrills (1998)
- Oh! The Grandeur (1999)
- The Swimming Hour (2001)
- Fingerlings (2002, Grimsey Records) – livealbum
- The Ballad of the Red Shoes (2002)
- Weather Systems (2003)
- Fingerlings 2 (2004, Grimsey) – livealbum
- The Mysterious Production of Eggs (2005)
- Fingerlings 3 (2006, Grimsey) – livealbum
- Armchair Apocrypha (2007)
- Soldier On EP (2008)
- Noble Beast (2009)
- Break It Yourself (2012)
- Hands Of Glory (2012)
- I Want to See Pulaski at Night (2013)
- Are you serious (2016)
- My finest work yet (2019)
- These 13 (2021)